# Folytassa, admirális!
Folytassa, admirális!, eredeti címe Carry on Admiral, USA-beli címe: The Ship Was Loaded, 1957-ben bemutatott fekete-fehér brit (angol) filmvígjáték, a brit tengerésztiszti miliő paródiája, rendezője Val Guest. Főszereplői a kor ismert vígjáték-sztárjai David Tomlinson, Peggy Cummins, Brian Reece, Eunice Gayson és Ronald Shiner, vendégszereplője a nyugállományból visszahívott idős Alfred Edward Matthews, az 1930-as évek jelentős színésze. Mellékszerepben megjelenik Joan Sims, később a Folytassa-sorozat törzstagja és Joan Hickson, az 1980-as években Miss Marple alakítója. A film jeleneteit a Brit Királyi Haditengerészet portsmouthi támaszpontján álló hajóin és Portsmouth városában forgatták. A cselekmény alapja John Hay Beith 1947-es Off the Record című színpadi vígjátéka.
A film nem része Gerald Thomas később, 1958-ban indított Folytassa… filmsorozatának, annak előfutára, egyfajta példaképe. Az első, korai Folytassa-filmek ennek filmes eszközeit, stílusát követték. A humor forrását (hasonlóan a Folytassa-sorozathoz), a elcserélt személyek és félreértett helyzetek adják, de teljesen hiányoznak a későbbi Folytassa-filmeket jellemző, szexre utaló kétértelmű célozgatások.

## Cselekmény
Peter Fraser tengerészkapitány (Brian Reece), a HMS Sherwood hadihajó frissen kinevezett parancsnoka szabadságáról visszatérve kalandos körülmények között megismerkedik a csinos Jane-nel (Eunice Gayson), aki eltitkolja, hogy ő Sir Maximillian Godfrey admirális unokája. A portsmouthi kikötői szállodában az ünnepélyes beiktatására készülő Fraser találkozik régi barátjával, Tom Bakerrel, a haditengerészeti minisztérium államtitkárával („junior minister”), aki Godfrey admirálishoz hivatalos, a hadiflotta és a légierő átszervezéséről kell tárgyalnia. Felidézik a régi szép időket, viccből ruhát cserélnek. Marytől, a szobalánytól (Joan Sims) gint szereznek, keményen berúgnak, teljesen kiütik magukat. Mindketten a másik szobájában alusszák ki a mámort, lekésve a másnap reggeli indulást.
Reggel a HMS Sherwood fedélzetén nyílt nap kezdődik, jönnek a vendégek, de az új kapitány késik. Tisztjei a keresésére indulnak, de a szállodából tévedésből Bakert hozzák el, Fraser kapitány egyenruhájában és holmijaival. A HMS Sherwood fedélzetén üdvözlik az új parancsnokot. Az erősen másnapos Baker megpróbál tengerésztisztként viselkedni, fogadja a vendégeket, közben igyekszik telefonon elérni az igazi Frasert. Zavart viselkedése (és szürke zoknija) gyanút kelt Susan Lashwood újságíróban (Peggy Cummins), akinek Baker bevallja az igazat és segítségét kéri. A szállodában eközben Godfrey admirális titkára Baker szobájában Fraser kapitányt ébreszti fel, és viszi az admirális hivatalába (Admiralty House). Fraser kapitány fél, hogy súlyos mulasztásáért hadbíróság elé kerülhet, ezért igyekszik államtitkárként viselkedni, időt nyerni, de hiába próbálja elérni Bakert. Ráadásul az admirális leánya, Jane felismeri, de beleszeret és nem árulja el. Fraser tőle kér segítséget. A két lány megpróbálja irányítja az eseményeket.
Az ál-Frasert megpróbálják lehívni a hajóról, hogy az admirálisnál ruhát cseréljen az igazi Fraserrel, és mindenki visszaálljon a saját helyére. A kapitányi teendők azonban visszatartják. Vendég gyerekeknek (akiknek anyukája Joan Hickson) tartott bemutató közben véletlenül kilő egy torpedót, és eltalálja a Haditengerészet Főparancsnokának (First Sea Lord) éppen feléjük tartó hajóját. A botrány elkerülésére a „kapitányt” sietve elmegyógyintézetbe viszik kivizsgálásra. A pszichiáternek hiába bizonygatja, hogy ő nem Fraser kapitány, hanem Baker államtitkár, bezárják. Susan az admirális irodájába siet, Jane-nek és az ál-Bakernek elmondja, hogy az ál-Fraser, a HMS Sherwood parancsnoka kilőtt egy torpedót. A kétségbeesett Fraser kapitány már a hadbíróságon látja magát. Az admirálissal viszont sikeresen tárgyal a Baker-féle átszervezésről. Susan a kórházba siet Bakerért, akivel egymásba szeretnek. Fraser kapitány barátja, a nagy dumás Salty Simpson tengerész (Ronald Shiner) kiszökteti őket, és maga áll az ál-Fraser helyére. A következő vizsgálat megállapítja, hogy a megfigyelésre beszállított Fraser kapitány súlyos tudathasadásban szenved, előbb Bakernek, most Simpsonnak mondja magát.
Susan a szállodába viszi a kórházból kiszöktetett ál-Frasert, ugyanide siet biciklin, keménykalapban az ál-Baker is. Kapkodva ruhát cserélnek, mindketten a másikat okolják a történtekért. Fraser kapitány immár saját egyenruhájában tér vissza szolgálati helyére, a HMS Sherwoodra, átvenni a parancsnokságot. Baker államtitkár, immár saját képében jelentkezik az admiralitás irodájában. Az admirális titkára jól szórakozik, mert a két lány időben kiokosította. Az öreg nem érti, ki lehetett az, aki reggel ott járt és Baker államtitkárnak mondta magát. Bizonyára kém lehetett. Rövidesen Fraser kapitány jelentkezik az admirálisnál, hogy bocsánatot kérjen viselkedéséért. Az admirális felismeri a „kémet” és le akarja tartóztatni, de Baker és a két lány győzködi, hogy csak érzékcsalódás játszott vele: Fraser azért jött a házába, hogy feleségül kérje unokáját, Jane-t. Az összezavart öreg mindenkit kizavar, de Baker és Fraser a híres brit kompromisszumkészségre hivatkozva végül ráveszik, hogy nagyobb botrány elkerülésére csendben simítsák el az ügyet.

## Szereposztás
A film a magyar mozikban 1960-ban jelent meg, eredeti (angol) nyelven, magyar feliratokkal.
| Szerep                             | Színész         |
| ---------------------------------- | --------------- |
| Tom Baker államtitkár              | David Tomlinson |
| Susan Lashwood, újságíró           | Peggy Cummins   |
| Peter Fraser tengerészkapitány     | Brian Reece     |
| Sir Maximillian Godfrey admirális  | A.E. Matthews   |
| Jane Godfrey, az admirális unokája | Eunice Gayson   |
| Mary, szállodai szobalány          | Joan Sims       |
| Salty Simpson tengerész            | Ronald Shiner   |
| Főparancsnok (First Sea Lord)      | Ronald Adam     |
| Anyuka                             | Joan Hickson    |
| Pszichiáter                        | Lionel Murton   |
| Parlamenti képviselő               | James Hayter    |